# Gooseberry
Gooseberry (korábban Gooseberry Spring) az Amerikai Egyesült Államok északnyugati részén, Oregon állam Morrow megyéjében, az Oregon Route 206 közelében elhelyezkedő önkormányzat nélküli település.
Nevét a közeli egresről kapta. A posta 1884 és 1918 között működött.

## Fordítás
- Ez a szócikk részben vagy egészben  a   Gooseberry, Oregon című angol Wikipédia-szócikk ezen változatának fordításán alapul.  Az eredeti cikk szerkesztőit annak laptörténete sorolja fel. Ez a jelzés csupán a megfogalmazás eredetét és a szerzői jogokat jelzi, nem szolgál a cikkben szereplő információk forrásmegjelöléseként.